# Phaennis fasciculata
Phaennis fasciculata es una especie de coleóptero de la familia Zopheridae.

## Distribución geográfica
Habita en Tasmania (Australia).